# 尤馬 (堪薩斯州)
尤馬（英語：Yuma）是位於美國堪薩斯州克勞德縣的一個鬼鎮。該地的面積和人口皆未知。

## 地理
尤馬所處的海拔為高於海平面418米（即1371英呎），而該地所採用的時區為UTC-6，即北美中部時區（CST）。同時該地設有夏令時間，為UTC-6調快一小時，即UTC-5（CDT）。